# Carl Hummel
Pour les articles homonymes, voir Hummel.
Ne doit pas être confondu avec Carl Ludwig Hummel.
Carl Maria Nicolaus Hummel, né le 31 août 1821 à Weimar où il est mort le 16 juin 1907 , est un peintre paysagiste et aquafortiste allemand.

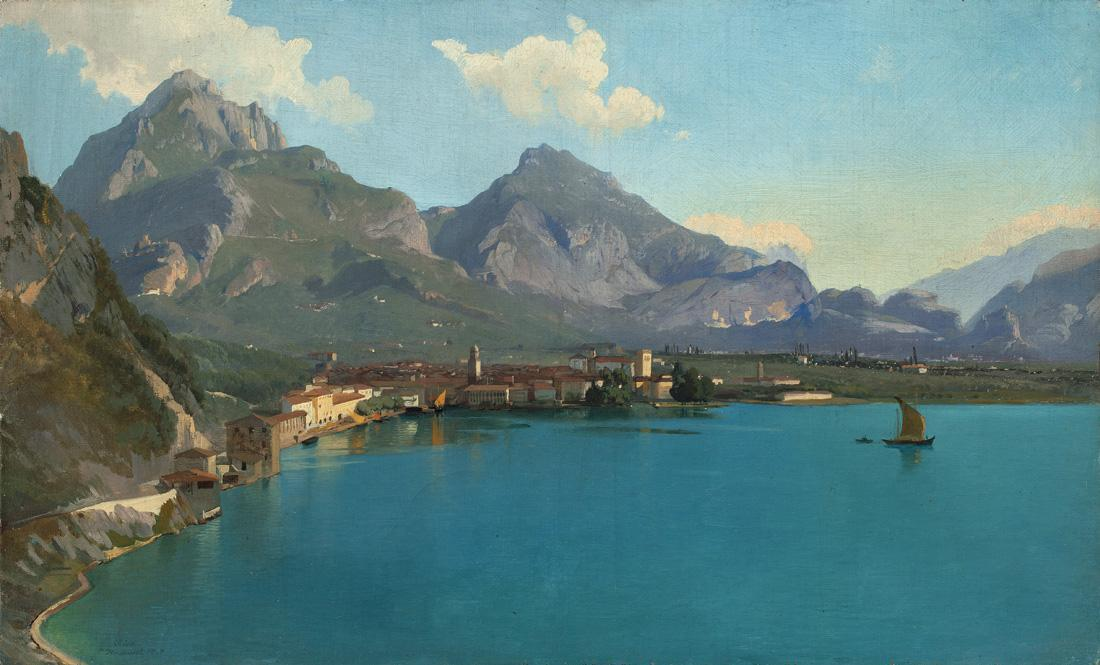
Riva am Gardasee (Riva del Garda), huile sur toile,, 1846.

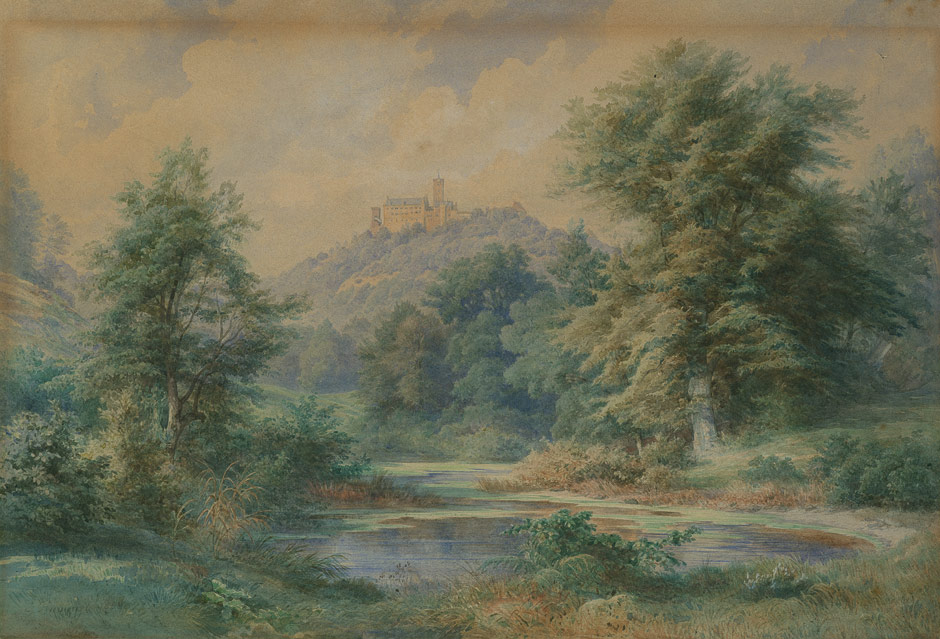
Der Hainteich in Eisenach mit Blick auf die Wartburg, aquarelle sur vélin,, 1858.

## Biographie
Carl Hummel était un des fils du compositeur Johann Nepomuk Hummel et de son épouse la soprano Elisabeth Röckel. Il a étudié jusqu'en 1841 avec Friedrich Preller à l'École princière libre de dessin de Weimar. Il a aussi fait des voyages d'étude avec lui en Angleterre, en Norvège, à Rügen et plus tard dans le Tyrol. De 1842 à 1846, il est resté en Italie, notamment en Sicile, avant de se réinstaller à Weimar, où il a été nommé professeur à l'École grand-ducale des beaux-arts.
Ses paysages à l'huile ou à l'aquarelle, représentant le plus souvent les Alpes italiennes et tyroliennes, sont caractérisées par le sentiment de la nature et une conception poétique et romantique. Ils sont conservés dans les musées de Leipzig et de Stuttgart, ainsi qu'à Berlin, à Meiningen, au Musée de la vie romantique à Paris, etc. Le château de Weimar abrite Die Gärten der Armida (Le Jardin d'Armide).